# Коробкін Владислав Володимирович
Владислав Володимирович Коробкін (нар. 21 січня 1983, Харків, УРСР) — український футболіст, нападник аматорського клубу «Люботин».

## Життєпис

### Ранні роки
Народився в Харкові, вихованець місцевих ДЮСШ та УФК. Після цього вступив до харківського спортінтернату. Виступаючи в ДЮФЛУ в складі УФК в сезоні 1999/00 років став найкращим бомбардиром турніру, відзначився 11-ма голами в 18 матчах. По завершенні сезону поїхав на перегляд до раменського «Сатурну», але до підписання контракту справа так і не дійшла. 
У 2000 році підписав контракт з харківським «Металістом» (Х), але за головну команду харків'ян не зіграв жодного поєдинку. На той час на позиції нападників у «Металісті» виступали Іван Гецко та Олександр Паляниця. Натомість 10 жовтня 2000 року дебютував за «Металіст-2» у нічийному (1:1) домашньому поєдинку 5-го туру групи «В» другої ліги чемпіонату України проти полтавської «Ворскли-2». Владислав вийшов на поле на 88-й хвилині, замінивши Сергія Беккера. Дебютним голом за харківську команду відзначився 30 вересня 2000 року на 13-й хвилині переможного (3:1) домашнього поєдинку 9-го туру групи «В» другої ліги чемпіонату України проти алчевської «Сталі-2». Коробкін вийшов у стартовому складі, а на 66-й хвилині його замінив Сергій Беккер. У складі «Металіста-2» зіграв 16 матчів та відзначився 2-ма голами.

### «Оболонь», «Оболонь-Красилів» та «Спартак»
У 2002 році на запрошення головного тренера київської «Оболоні» Володимира Мунтяна приєднався до столичних пивоварів, які виступали в першій лізі. Дебютував за київську команду 14 квітня 2002 року в переможному (2:0) домашньому поєдинку 24-го туру проти одеського «Чорноморця». Владислав вийшов на поле на 46-й хвилині, замінивши Андрія Заворотнюка.
Дебютним голом у складі «Оболоні» відзначився 24 квітня 2002 року на 27-й хвилині нічийного (1:1) домашнього поєдинку 26-го туру проти львівських «Карпат-2». Коробкін вийшов на поле в стартовому складі, а на 72-й хвилині його замінив Руслан Табачун.
У Прем'єр-лізі дебютував 18 травня 2003 року в програному (0:2) виїзному поєдинку 25-го туру проти київського «Арсеналу». Коробкін вийшов на поле на 83-й хвилині, замінивши Олега Мазуренка. Проте Владислав переважно грав за «Оболонь-2», яка виступала в другій лізі чемпіонату України.
Дебютував за другу команду пивоварів 24 березня 2002 року в програному (0:2) виїзному поєдинку 18-го туру групи Б проти білоцерківської «Росі». Коробкін вийшов у стартовому складі та відіграв увесь матч. Дебютним голом у складі «Оболоні-2» відзначився 10 квітня 2002 року на 23-й хвилині переможного (1:0) домашнього поєдинку 21-го туру групи «Б» проти ФК «Черкас». Владислав вийшов на поле в стартовому складі, а на 88-й хвилині його замінив Юрій Сухомлин.
У сезоні 2003/04 років виступав у складі першолігового фарм-клубу киян «Красилів-Оболонь». Дебютував у складі красилівського клубу 18 липня 2003 року в нічийному (0:0) домашньому поєдинку 1-го туру першої ліги чемпіонату України проти львівських «Карпат-2». Владислав вийшов на поле в стартовому складі, а на 74-й хвилині його замінив Павло Худзік. Дебютним голом у складі красилівського клубу відзначився 31 липня 2003 року на 29-й хвилині переможного (1:0) домашнього поєдинку 3-го туру проти івано-франківського «Спартака». Коробкін вийшов у стартовому складі та відіграв увесь матч.
Той сезон вийшов для Владислава дуже вдалим, в 23 матчах чемпіонату він відзначився 11-ма голами. По завершенні сезону повернувся до «Оболоні», але головний тренер киян Петро Слободян не розраховував на футболіста. Загалом у складі «Оболоні» в чемпіонатах України зіграв 21 матч та відзначився 2-ма голами (у сезоні 2004/05 років у першості дублерів зіграв за пивоварів 14 матчів та відзначився 3-ма голами), ще 3 матчі (2 голи провів у кубку України), у складі «Оболоні-2» провів 63 матчі та відзначився 22-ма голами.
Сезон 2006/07 років на правах оренди провів в івано-франківському «Спартаку», який виступав у першій лізі чемпіонату України. Дебютував в івано-франківському клубі 11 серпня 2006 року в програному (0:1) виїзному поєдинку 1/32 фіналу кубку України проти черкаського «Дніпра». Владислав вийшов на поле в стартовому складі, а на 57-й хвилині його замінив Іван Ципердюк. У першій лізі дебютував за «Спартак» 17 серпня 2006 року в переможному (1:0) домашньому поєдинку 5-го туру проти юориспільського «Борисфена». Коробкін вийшов на поле в стартовому складі, а на 80-й хвилині його замінив Микола Стус. Дебютним голом у складі івано-франківського клубу відзначився 30 серпня 2006 року на 18-й хвилині (реалізував пенальті) програного (1:3) виїзного поєдинку 7-го туру проти чернігівської «Десни». Владислав вийшов на поле в стартовому складі, а на 61-й хвилині його замінив Андрій Олійник. Протягом свого перебування в «Спартаку» в першій лізі зіграв 14 матчів та відзначився 4-ма голами, ще 1 поєдинок провів у кубку України. По завершенні сезону у Владислава завершився контракт з «Оболоню» й гравець отримав статус вільного агента.

### «Севастополь», «Комунальник» та повернення до Харкова
У липні 2007 року підписав контракт з першоліговим «Севастополем». Дебютував у футболці севастопольців 19 липня 2007 року в програному (1:4) поєдинку 1-го туру проти київської «Оболоні». Коробкін вийшов на поле на 66-й хвилині, замінивши Олексія Мазуренка. У футболці «Севастополя» провів 4 поєдинки.
У серпні 2007 року підписав контракт з луганським «Комунальником». Дебютував за луганчан 14 серпня 2007 року в переможному (1:0) домашнього поєдинку 4-го туру групи Б другої ліги чемпіонату України проти харківського «Газовика-ХГВ». Владислав вийшов у стартовому складі, а на 59-й хвилині його замінив Денис Ситнік. Дебютним голом у футболці луганського клубу відзначився 19 серпня 2007 року на 89-й хвилині переможного (3:1) виїзного поєдинку 5-го туру групи Б другої ліги чемпіонату України проти донецького «Олімпіка». Владислав вийшов на поле на 81-й хвилині, замінивши Євгена Задорожного. Загалом у складі «Комунальника» в чемпіонаті України зіграв 15 матчів та відзначився 3-ма голами. Проте вже незабаром клуб припинив існування, а Коробкін, який встиг зіграти 15 матчів (3 голи), отримав статус вільного агента й змушений був шукати собі нове місце роботи.
У 2008 році повернувся до Харкова, виступав за команди з чемпіонату області. Того ж року їздив на перегляд до ПФК «Олександрії», проте закріпитися в Олександрії йому не вдалося. Отож, Владислав повернувся до Харкова й у 2009 році підписав контракт з місцевою друголіговою командою, «Арсеналом». У складі харківського клубу дебютував 11 квітня 2009 року в нічийному (1:1) виїзному поєдинку 23-го туру групи Б проти свердловського «Шахтаря». Коробкін вийшов у стартовому складі та відіграв увесь матч, на 12-й хвилині відзначився дебюттним голом, а на 68-й хвилині ще й дебютною жовтою карткою. У футболці харків'ян зіграв 12 матчів та відзначився 3-ма голами.

### «Буковина» та «Шахтар»
По завершенні сезону 2008/09 років «Арсенал» припинив виступати на професіональному рівні, тому практично всі гравці переїхали до Чернівців., де підсилили друголігову місцеву «Буковину». Не виключенням був і Владислав. Дебютував за «Буковину» 18 липня 2009 року в програному (1:2) виїзному поєдинку 1-го попереднього раунду кубку України проти ФК «Сум». Владислав вийшов на поле у стартовому складі та відіграв увесь матч, а на 36-й хвилині реалізував пенальті, цей гол став дебютним для Коробкіна у футболці «Буковини», але він не допоміг чернівчанам вийти до наступного раунду.
У другій лізі в складі чернівецької команди дебютував 29 липня 2009 року в переможному (3:1) виїзному поєдинку 1-го туру групи «А» проти «Львова-2». Владислав вийшов на поле в стартовому складі та відіграв увесь матч, а на 27-й, 63-й та 67-й хвилинах відзначився дебютними голами за чернівчан у чемпіонатах України. За підсумками сезону «Буковина» здобула путівку до першої ліги.
Наступного сезону Владислав продовжував виступати в клубі. Проте під час зимової перерви в сезоні 2010/11 років залишив команду. Протягом свого перебування в «Буковині» в чемпіонатах України зіграв 40 матчів та відзначився 17 голами, ще 2 поєдинки (1 гол) провів у кубку України.
У 2011 році підсилив друголіговий свердловський «Шахтар». Дебютував у складі свердловського клубу 16 квітня 2011 року в переможному (2:1) домашньому поєдинку 15-го туру групи Б проти маріупольського «Іллічівця-2». Владислав вийшов на поле в стартовому складі, а на 84-й хвилині його замінив Олександр Васильєв. Дебютними голами у складі свердловських шахтарів відзначився 21 травня 2011 року на 1-й та 59-й хвилинах переможного (3:0) виїзного поєдинку 20-го туру групи Б проти дніпропетровського «Дніпра-2». Коробкін вийшов у стартовому складі, а на 77-й хвилині його замінив Олександр Ничипорук. Протягом свого перебування в «Шахтарі» в другій лізі чемпіонату України зіграв 87 матчів та відзначився 29-ма голами, ще 8 матчів (4 голи) провів у кубку України.

### Завершення професіональної кар'єри
У 2013 році зіграв останній матч на професіональному рівні, після чого повернувся до Харкова. У 2014 році приєднався до місцевого аматорського клубу «Електроважмаш» (з 2016 року — «Соллі Плюс»), кольори якого захищав до розформування команди. За цей час у футболці клубу зіграв 62 матчі та відзначився 45-ма голами. З 2014 по 2016 роки ставав переможцем обласного чемпіонату, фіналістом (2015) та володарем (2016) кубку Харківської області. У 2017 році перейшов до іншого аматорського клубу, ФК «Люботин».

## Досягнення
- Бронзовий призер Першої ліги України (2): 2002, 2006
- Переможець Другої ліги України (1): 2010
- Бронзовий призер Другої ліги України (2): 2012, 2013